# Bartosz Konitz
Bartosz Konitz (* 30. Dezember 1984 in Oborniki) ist ein niederländisch-polnischer Handballspieler.

## Karriere

### Verein
Bartosz Konitz’ Familie zog in die Niederlande, als er 14 Jahre alt war. Ab dem Jahr 2000 stand der 1,93 m große linke Rückraumspieler im Kader des niederländischen Erstligisten Red Rag Tachos Waalwijk, mit dem er 2005 den niederländischen Pokal gewann und daraufhin am Europapokal der Pokalsieger 2005/06 teilnahm. 2006 verpflichtete ihn der polnische Verein KS Kielce, mit dem er 2009 und 2010 die polnische Meisterschaft und den polnischen Pokal gewann. Mit Kielce nahm er am Europapokal der Pokalsieger, am EHF-Pokal und an der EHF Champions League teil. 2010 wechselte er zum TuS N-Lübbecke in die Bundesliga. In der Saison 2011/12 lief er für den DHC Rheinland in der 2. Bundesliga auf. Nach dem Abstieg mit dem DHC kehrte er nach Polen zurück, wo er für Pogoń Szczecin und Wisła Płock spielte. Ab 2017 stand er beim deutschen Zweitligisten VfL Eintracht Hagen unter Vertrag. Nachdem er 2019 mit Hagen in die 3. Liga abgestiegen war, wechselte er zum Mitabsteiger Wilhelmshavener HV (WHV). Mit dem WHV gelang ihm als Meister der Staffel Nordwest der direkte Wiederaufstieg. In der Zweitligaspielzeit 2020/21 musste der WHV erneut in die Drittklassigkeit absteigen. Seitdem läuft Konitz für den belgischen Verein Sporting Pelt in der belgisch-niederländischen BeNe League auf, wo der Verein 2022 den vierten Platz erreichte.

### Nationalmannschaft
Zwischen 2003 und 2012 bestritt Konitz 71 Länderspiele für die Nationalmannschaft der Niederlande, in denen er 213 Tore erzielte. Für ein großes Turnier konnte er sich nicht qualifizieren.
Ab 2014 lief er für die polnische Nationalmannschaft auf. Bei der Europameisterschaft 2016 erreichte er mit der Auswahl den 7. Platz. Im Turnier traf er siebenmal in sieben Partien. Für Polen warf er elf Tore in zwölf Länderspielen.

## Privates
Sein Vater Piotr Konitz nahm mit der polnischen Handballnationalmannschaft an der Weltmeisterschaft 1986 teil.